# Don Bartlett
Don Bartlett (n. 1 aprilie 1960, Gander⁠(d), Newfoundland, Canada) este un jucător de curl ce a reprezentat Canada, medaliat olimpic. A participat la două ediții ale Jocurilor Olimpice (1992, 2002) în care a câștigat o medalie de argint.